# Kaori Icho
Kaori Icho (japanska: 伊調 馨), född den 13 juni 1984 i Hachinohe, Aomori, är en japansk brottare som tog OS-guld i mellanviktsbrottning i damklassen 2004 i Aten och på nytt vid OS 2008 i Peking. Hon tog guld även i OS i London 2012 och i OS 2016 i Rio de Janeiro. Hon blev därmed första brottare någonsin att vinna fyra OS-guld i rad, samt första kvinna att vinna fyra individuella guldmedaljer vid fyra olika olympiska spel.
Kaori Icho är yngre syster till brottaren Chiharu Icho.